# Fondation pour la recherche médicale

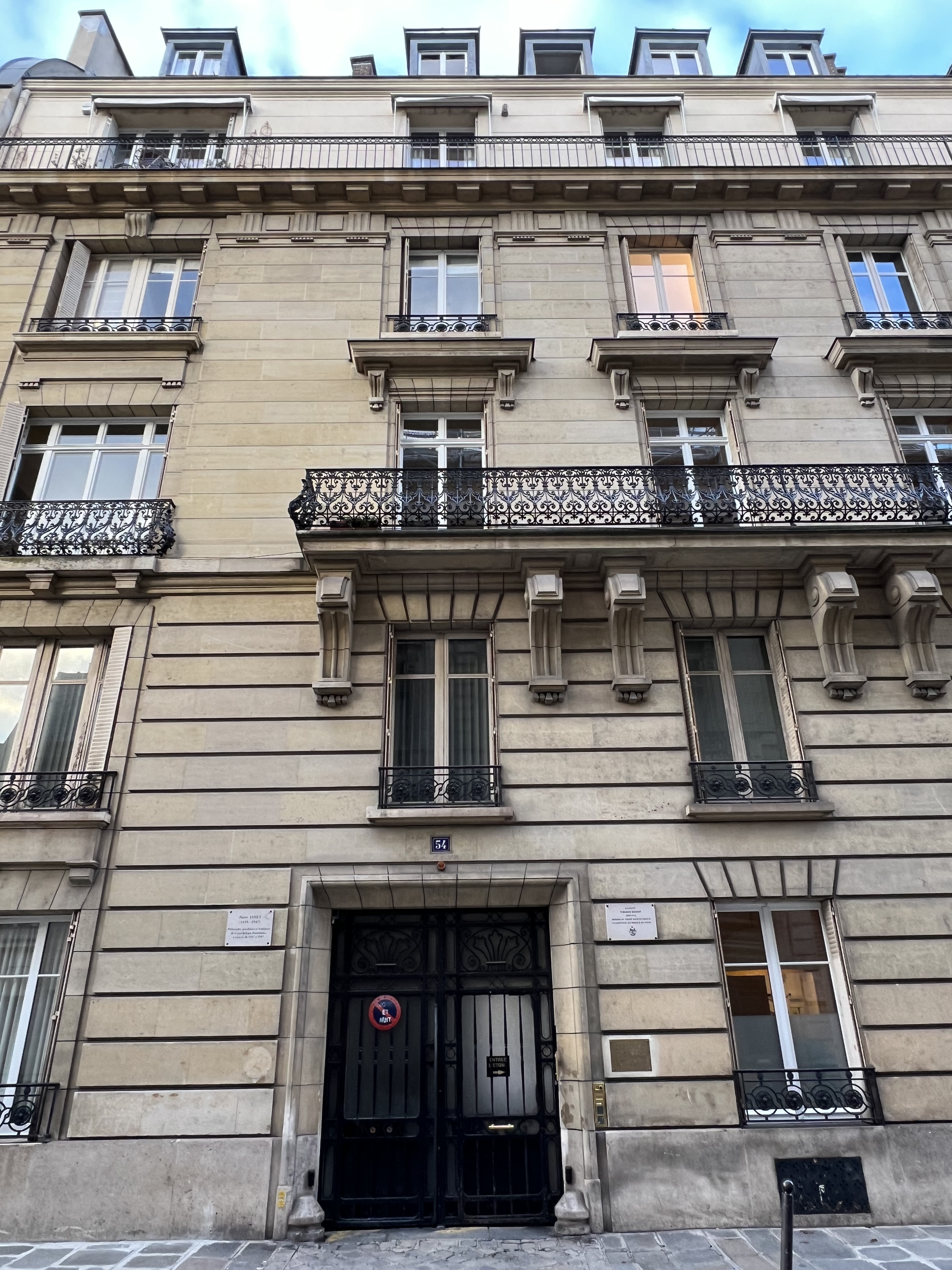

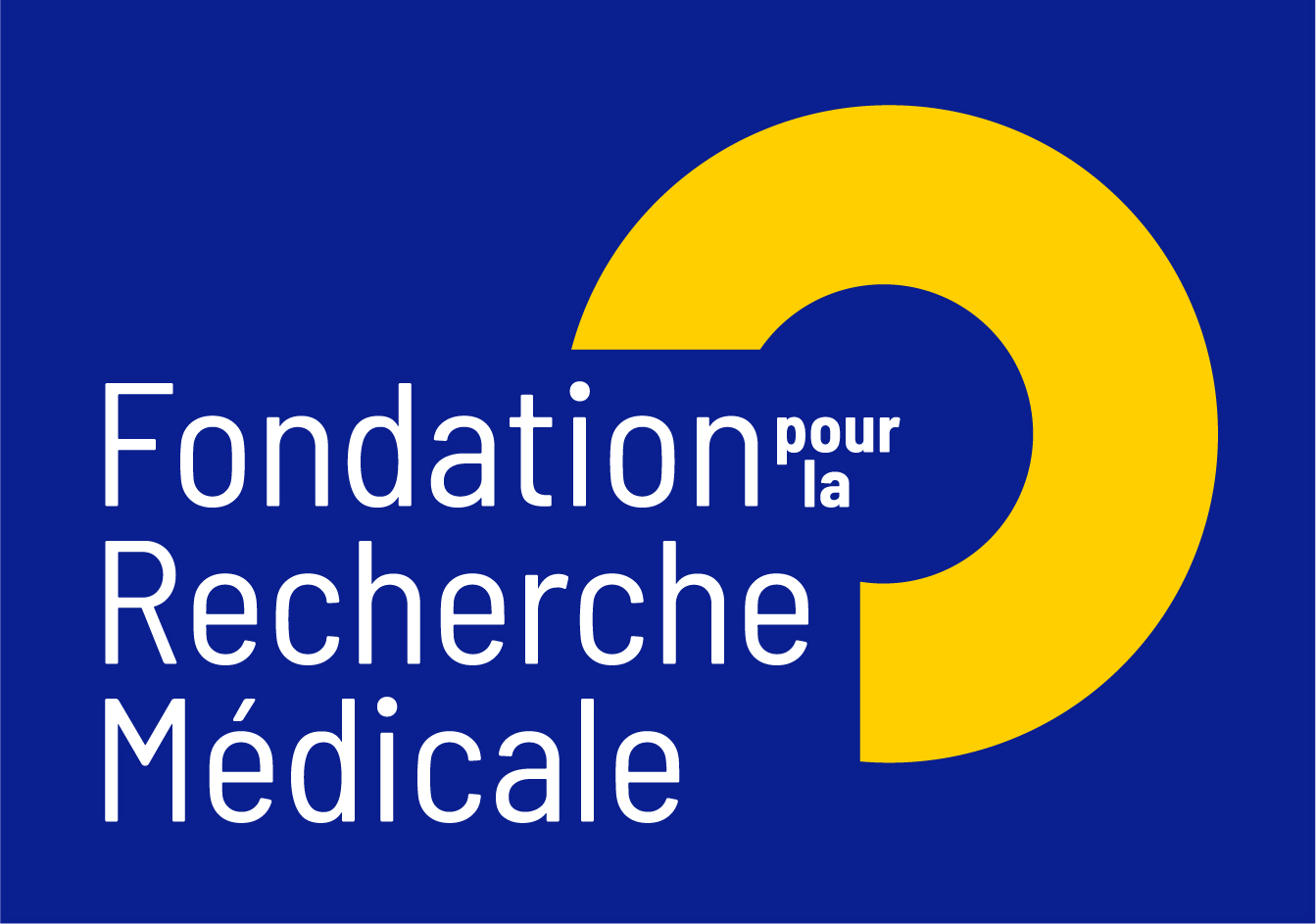

Die Fondation pour la recherche médicale („Stiftung für medizinische Forschung“) oder FRM ist eine französische Stiftung, die 1947 unter anderem von den Professoren Jean Bernard und Jean Hamburger auf privater Basis gegründet wurde. Sie wurde 1965 als gemeinnützige Stiftung anerkannt. Ihre Aufgabe besteht darin, die öffentliche Forschung in allen Bereichen der Medizin und Pathophysiologie insbesondere finanziell zu unterstützen.
Die Finanzierung der FRM basiert auf eingehenden Spenden und Legaten. 

## Geschichte
Seit ihrer Gründung im Jahr 1947 unterstützt die Organisation die Finanzierung der Forschung in allen Bereichen der Medizin. Der Verein erhielt 1962 den Status einer Stiftung, nachdem 132 Forscher und Ärzte einen Aufruf zur privaten Unterstützung unterzeichnet hatten. Am 14. Mai 1965 wurde die Gemeinnützigkeit anerkannt. Seit 1990 ist die FRM von der Organisation Comité de la Charte du Don en confiance zertifiziert.
Zu den von der FRM unterstützten Entwicklungen und Entdeckungen gehörten die erste Implantation eines Kunstherzens in Frankreich 1986 durch Christian Cabrol, die Entdeckung von über 50 für Krankheiten bei Kindern verantwortlichen Genen durch die Forschungsgruppe von Arnold Munnich seit 1990, die Entwicklung einer Stammzellentherapie zur Behandlung von Herzinsuffizienz durch Philippe Menasché, die 2014 zur weltweit ersten Implantation von aus Stammzellen gewonnenen Herzzellen beim Menschen führte.